# Bhandara
Bhandara là một thành phố và là nơi đặt hội đồng đô thị (municipal council) của quận Bhandara thuộc bang Maharashtra, Ấn Độ.

## Địa lý
Bhandara có vị trí 21°10′B 79°39′Đ / 21,17°B 79,65°Đ Nó có độ cao trung bình là 244 mét (800 foot).

## Nhân khẩu
Theo điều tra dân số năm 2001 của Ấn Độ, Bhandara có dân số 85.034 người. Phái nam chiếm 51% tổng số dân và phái nữ chiếm 49%. Bhandara có tỷ lệ 80% biết đọc biết viết, cao hơn tỷ lệ trung bình toàn quốc là 59,5%: tỷ lệ cho phái nam là 85%, và tỷ lệ cho phái nữ là 75%. Tại Bhandara, 11% dân số nhỏ hơn 6 tuổi.